# Liste der Baudenkmäler in Kühlenthal
Auf dieser Seite sind die Baudenkmäler in der schwäbischen Gemeinde Kühlenthal zusammengestellt. Diese Tabelle ist eine Teilliste der Liste der Baudenkmäler in Bayern. Grundlage ist die Bayerische Denkmalliste, die auf Basis des Bayerischen Denkmalschutzgesetzes vom 1. Oktober 1973 erstmals erstellt wurde und seither durch das Bayerische Landesamt für Denkmalpflege geführt wird. Die folgenden Angaben ersetzen nicht die rechtsverbindliche Auskunft der Denkmalschutzbehörde.

## Baudenkmäler nach Ortsteilen

### Kühlenthal
| Lage                      | Objekt                           | Beschreibung | Akten-Nr.    | Bild           |
| ------------------------- | -------------------------------- | --- | ------------ | -------------- |
| Hauptstraße 28 (Standort) | Katholische Kapelle Heilig Kreuz | Pilastergegliederter Saalbau mit halbrundem Schluss und östlichem Dachreiter mit Zwiebelhaube, im Kern von Tobias Kugler, 1687, Umgestaltung durch Balthasar Suiter 1737; mit Ausstattung | D-7-72-166-1 | weitere Bilder |

### Anzenhof
| Lage                                                                       | Objekt     | Beschreibung | Akten-Nr.    | Bild           |
| -------------------------------------------------------------------------- | ---------- | --- | ------------ | -------------- |
| Anzenhofer Feld, Kapellenäcker (zwischen Anzenhof und Ahlingen) (Standort) | Grenzstein | zwischen der ehemaligen Herrschaft der Reichsgrafen Fugger und des Reichsstifts St. Ulrich und Afra, oben abgerundeter Stein mit Wappenreliefs, bezeichnet mit "1742" | D-7-72-166-4 | weitere Bilder |